# Sof'ja Samodurova
Sof'ja Vjačeslavovna Samodurova (in russo Софья Вячеславовна Самодурова?; Krasnojarsk, 30 luglio 2002) è una pattinatrice artistica su ghiaccio russa, vincitrice dei Campionati europei del 2019.
Ha vinto la medaglia d'argento alla Cup of Russia 2018 e al Lombardia Trophy 2018 e la medaglia di bronzo al Skate America 2018. In categoria junior, è la campionessa del Grand Prix juniores in Croazia 2017 e del Grand Prix juniores in Italia 2017.

## Vita privata
Sof'ja Samodurova è nata il 30 luglio 2002, a Krasnoyarsk, in Russia.

## Carriera

### Primi anni
Sof'ja Samodurova ha cominciato a pattinare nel 2007. Si è classificata in sedicesima posizione ai Campionati nazionali russi juniores del 2015 e sesta l'anno seguente, ai Campionati nazionali russi juniores del 2016.

### Stagione 2016-2017
Allenata da Tatiana Mishina e Oleg Tataurov a San Pietroburgo, Samodurova ha terminato in quarta posizione il suo debutto al Grand Prix juniores (JPG), che ha avuto luogo a settembre 2016 a Yokohama, in Giappone. Si è poi classificata nona si suoi primi nazionali senior, i Campionati nazionali russi del 2017, a dicembre 2016. A febbraio, ha concluso in dodicesima posizione i Campionati nazionali russi juniores del 2017. La sua classificazione più alta della stagione, è stata la medaglia d'argento vinta al Triglav Trophy, dietro la ex compagna di allenamento Elizaveta Nugumanova.

### Stagione 2017-2018
Allenata da Mishina e da Aleksej Mišin, Samodurova ha cominciato la stagione con una medaglia d'oro al Grand Prix juniores a Zagreb, in Croazia, ottenendo un punteggio totale di 12 punti superiore a quello della medaglia d'argento, Mako Yamashita. Il mese seguente, ha superato Alena Kostornaya di 0.04 punti al Grand Prix juniores ad Egna, in Italia, ottenendo un'altra medaglia d'oro. Alla finale del Grand Prix juniores si è classificata sesta. La sua stagione è finita ai Campionati nazionali russi del 2018, piazzandosi undicesima.

### Stagione 2018-2019
Samodurova ha iniziato la stagione al Lombardia Trophy del 2018, classificandosi seconda nel programma corto e quarta nel programma libero, e seconda in totale, ottenendo la medaglia d'argento, dietro la compagna di allenamento Elizaveta Tuktamysheva. Ha fatto il suo debutto al Grand Prix a Skate America, dove ha vinto la medaglia di bronzo, dietro le giapponesi Satoko Miyahara e Kaori Sakamoto con un miglior punteggio personale di 198.70 punti. A metà novembre ha gareggiato alla Cup of Russia 2018, ottenendo la medaglia d'argento dietro Alina Zagitova, dopo essersi classificata seconda in entrambi i segmenti di gara. Con una medaglia d'argento e una di bronzo del Grand Prix, si è qualificata per la finale del Grand Prix 2018-2019, dove si è piazzata quinta con un nuovo miglior punteggio personale di 204.33 punti: "ottenere un nuovo miglior punteggio è stato bello. Credo di aver fatto il massimo oggi".
Ai Campionati nazionali russi del 2019, Samodurova si è classificata sesta in entrambi i programmi e in totale. Era la terza-classificata idonea a partecipare alle competizioni internazionali senior, dietro Stanislava Kostantinova e Alina Zagitova. Ai Campionati europei del 2019 a Minsk, Samodurova si è classificata seconda nel programma corto, dietro a Zagiotva, superando per la prima volta i 70 punti. Nel programma libero, Zagitova ha fatto molti errori nei salti; al contrario, Samodurova ha pattinato un programma pulito, vincendo il titolo europeo davanti a Zagitova e alla finlandese Vivenca Lindfors. Del risultato, ha affermato: "non posso trovare parole per descrivere cone mi sento ora. Sono la campionessa europea ed è fantastico!"

## Programmi
| Season    | Programma corto                                    | Programma libero | Esibizione                                                                |
| --------- | -------------------------------------------------- | --- | ------------------------------------------------------------------------- |
| 2018–2019 | - Nyah (from Mission: Impossible 2) by Hans Zimmer | - Welcome to Burlesque (from Burlesque) performed by Cher - Show Me How You Burlesque (from Burlesque) performed by Christina Aguilera choreo. by Ilia Averbukh | - Hava Nagila (Jewish folk song) - All by Myself performed by Céline Dion |
| 2017–2018 | - Hava Nagila (Jewish folk song)                   | - Libertango by Astor Piazzolla |                                                                           |
| 2016–2017 | - Send In the Clowns performed by Susan Boyle      | - Medley by Gioachino Rossini |                                                                           |

## Risultati

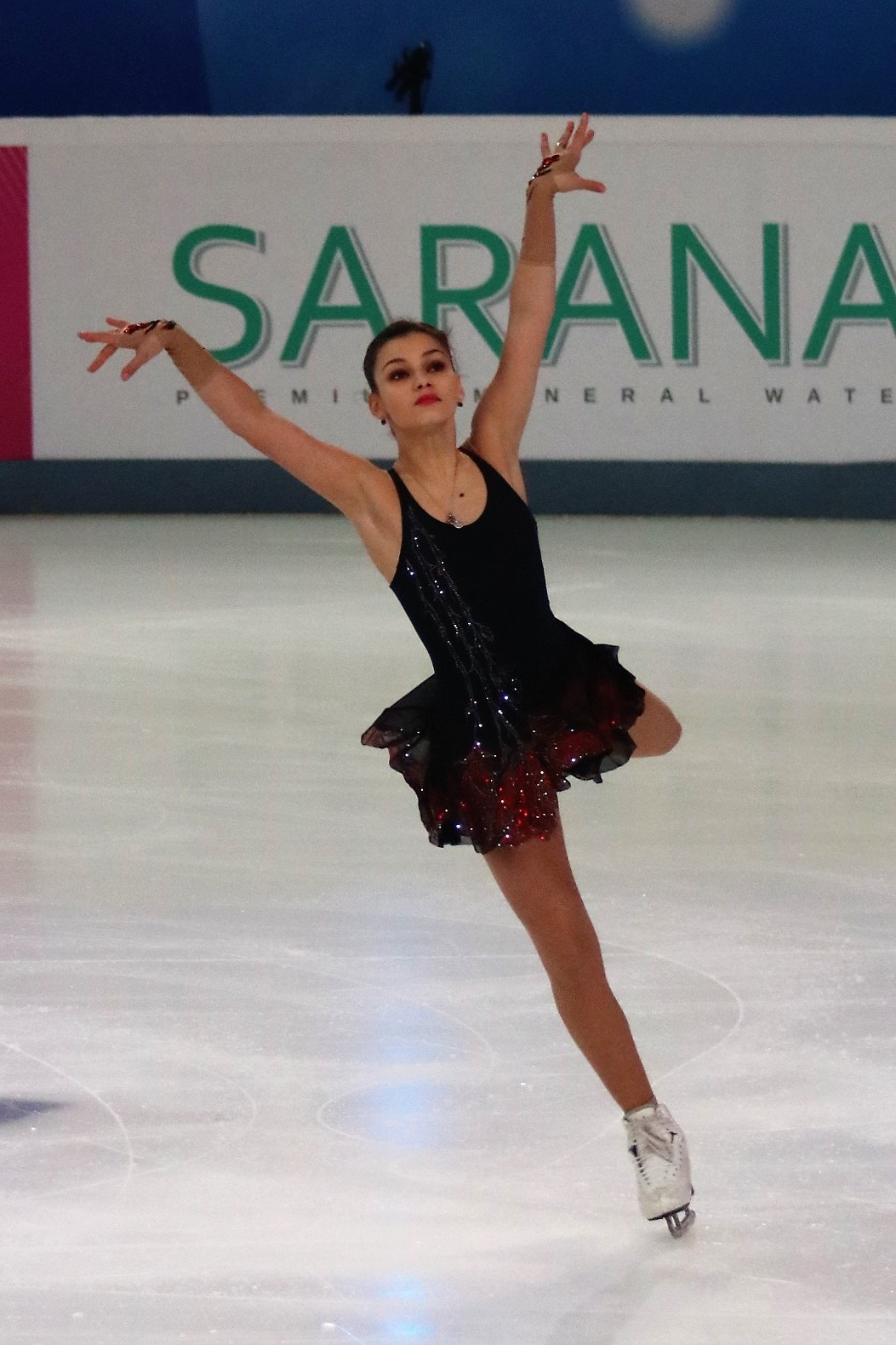
Samodurova ai Campionati nazionali russi per la stagione 2018-2019

| Internazionali                                                                        | Internazionali | Internazionali | Internazionali | Internazionali | Internazionali | Internazionali | Internazionali | Internazionali |
| Event                                                                                 | 14–15          | 15–16          | 16–17          | 17–18          | 18–19          | 19-20          | 20-21          | 21-22          |
| ------------------------------------------------------------------------------------- | -------------- | -------------- | -------------- | -------------- | -------------- | -------------- | -------------- | -------------- |
| Mondiali                                                                              |                |                |                |                | 8º             |                |                |                |
| Europei                                                                               |                |                |                |                | 1º             |                |                |                |
| GP Final                                                                              |                |                |                |                | 5º             |                |                |                |
| GP Cup of China                                                                       |                |                |                |                |                | 5°             |                | C              |
| GP Cup of Russia                                                                      |                |                |                |                | 2º             |                | 7°             |                |
| GP d'Italia                                                                           |                |                |                |                |                |                |                | 7°             |
| GP NHK Trophy                                                                         |                |                |                |                |                | 6°             |                |                |
| GP Skate America                                                                      |                |                |                |                | 3º             |                |                |                |
| CS Finlandia Trophy                                                                   |                |                |                |                |                | R              |                |                |
| CS Golden Spin                                                                        |                |                |                |                |                | 4°             |                |                |
| CS Ice Star                                                                           |                |                |                |                |                | 1º             |                |                |
| CS Lombardia Trophy                                                                   |                |                |                |                | 2º             | 6°             |                |                |
| Budapest Trophy                                                                       |                |                |                |                |                |                |                | 3º             |
| Ice Star                                                                              |                |                |                |                |                |                | 3º             |                |
| Internazionali: Junior                                                                |                |                |                |                |                |                |                |                |
| JGP Final                                                                             |                |                |                | 6º             |                |                |                |                |
| JGP Croazia                                                                           |                |                |                | 1st            |                |                |                |                |
| JGP Italia                                                                            |                |                |                | 1º             |                |                |                |                |
| JGP Giappone                                                                          |                |                | 4º             |                |                |                |                |                |
| Triglav Trophy                                                                        |                |                | 2º             |                |                |                |                |                |
| Nazionali                                                                             |                |                |                |                |                |                |                |                |
| Russian Champ.                                                                        |                |                | 9º             | 11º            | 6º             | 9°             | 10°            | 10°            |
| Russian Junior Champ.                                                                 | 16º            | 6º             | 12º            |                |                |                |                |                |
| Russian Youth                                                                         | 6º             | 3º             | 7º             |                |                |                |                |                |
| Russian Final Cup                                                                     |                |                | 7º J           |                |                |                | 8°             |                |
| Team events                                                                           |                |                |                |                |                |                |                |                |
| World Team Trophy                                                                     |                |                |                |                | 3º S 5º P      |                |                |                |
| R = Ritirata; C= Evento cancellato; S = Risultato di squadra; P = Risultato personale |                |                |                |                |                |                |                |                |